# Rødå
Rødå är ett vattendrag på Jylland i Danmark. Det ligger i Region Syddanmark, i den sydvästra delen av landet. Rødå rinner via Arnå och Vidå ut i Vadehavet via en sluss (Vidå Sluse).